# Rangpur (fruit)
Pour les articles homonymes, voir Rangpur.
Espèce
Le rangpur, la lime rangpur, le citron de Canton, Citrus x limonia Osbeck est un agrume hybride de cédrat (C. medica), de mandarine (C. reticulata) et pour une petite partie du génome de Micrantha (C. micrantha). Il en existe nombreuses variétés, les Rangpur sont considérés comme un groupe de plusieurs types d'agrumes étroitement liés, il est originaire du Bangladesh et de l'Inde orientale et largement cultivé au Brésil, aux Açores où son jus acidulé est utilisée comme aromate. C'est également un porte-greffe et une plante décorative pour ses beaux fruits colorés, il existe des cultivars jaunes ou oranger saturé.

## Histoire
Probablement d'origine du nord est du Sous continent indien, le Rangpur s'est très tôt répandu dans le sous continent. Sa forte biodiversité dans le monde lusophone (Brésil, Açores, Mozambique) laisse penser que ce sont les portugais qui l'ont diffusé via l'Afrique jusqu'en Amérique du Sud, comme le Citron jambhiri et d'autres agrumes indiens.

## Dénomination et taxonomie

### Noms usuels
Le fruit est le citron de Canton et l'arbre le citronnier de Canton en français mais rangpur est employé pour l'un et l'autre et mandarin lime cité. Les noms de citron de Canton, limette rangpur, lime rangpur, l'espagnol limón de Cantón, sont trompeurs et en partie inappropriés: même si rangpur lime est usuel en anglais, le rangpur n'est ni une lime, ni un citron, ni une limette. On rencontre aussi en anglais lemandarin mais il n'est pas non plus une mandarine.
Rangpur lime est usuel en Inde, গন্ধরাজ লেবু (Gandharāja lēbu) lime bois de Santal au Bengladesh. 黎檬 (lí méng), 廣東檸檬 (Guǎngdōng níngméng) citron de Canton, citron cantonais ou du Guangdong dans le sud de la Chine, Chanh kiên / chanh Hà Nội littéralement Persévérance, citron de Hanoï au Viêt Nam. Tanaman jeruk, citron-orange ou Japanche citroen en Indonésie.
Limão cravo (ou citron clou de girofle) en Portugais est aussi nommé limão-taiti, limão-rosa, limão-cavalo, limão-egua, limão-francês, limão-capeta, limão-china, limão-vinagre e limão tambaqui au Brésil, limão-galego (citron de Galice) aux Açores.

### Nomenclature binominale
C'est Swingle qui a retenu Osbeck comme premier descripteur (avec la date de 1765 qui n'est pas l'édition originale suédoise mais celle de la traduction allemande), Merrill écrit qu'il a de sérieux doutes quant à la pertinence du choix d'Osbeck, en effet ses descriptions latines sont vagues et imprécises, le fruit n'est pas décrit (une note en bas de page qui peut s'appliquer à de nombreux agrumes dit «Caulis teres, subscaber, cinereus , striatus pâle. Rami inordinati, patentes, reflexi, rarius spinosi. Ramuli spinis rectis, acutissimis, alternis vel ex alis ramulorum. Folia alterna, oblongo-lanceolata, petiolata, subcrenata. Petioli subalati, lineares»). D'ailleurs Swingle avait adopté C. limonia Osbeck pour le C. limonum Risso ou C. medica var. limonum Hook. qui est le citron commun. Il y a longtemps eu une vaste confusion entre citron et lime (spécialement chez les anglophones) et divers agrumes acides ou même sucrés. Après avoir classé en 1914 ensemble la lime (C. aurantifolia) et le citron (C. limonia), Swingle reclasse le citron en C. limon en 1943.. C. × jambhiri Lush., C. taitensis (C. × limonia Osbeck Otaheite, C. limonia Osbeck var. otaitensis Tanaka, C. taitensis Risso ou C. otaitensis Risso & Poit.) ont une taxonomie tout aussi incertaine.

## Génétique

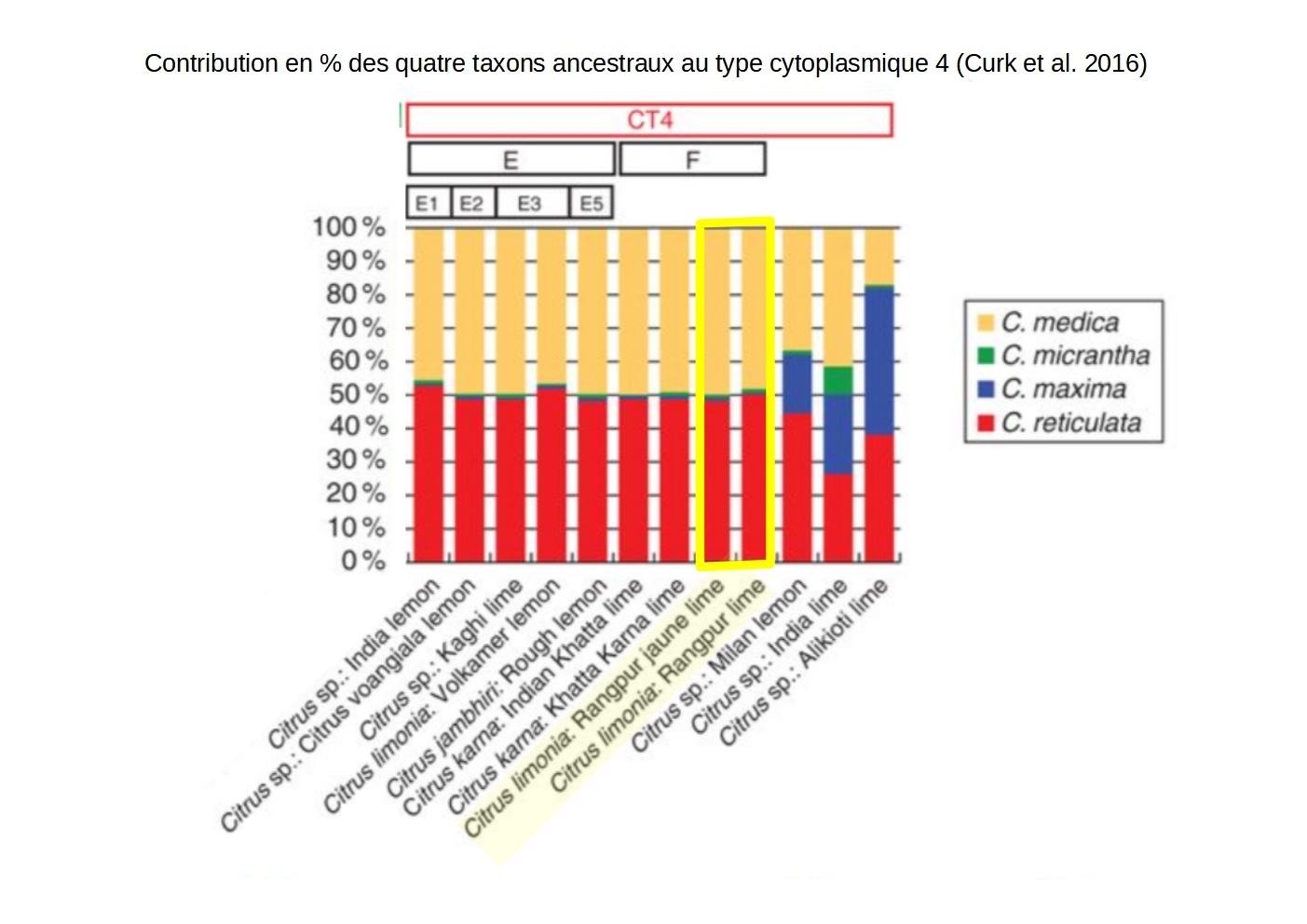
Franck Curk et al. isolent (2016) un type cytoplasmique 4 ou 2 rangpur (le jaune et l'oranger) se révèlent très proches de C. karna, C. jambhiri, et au citron Volkamer

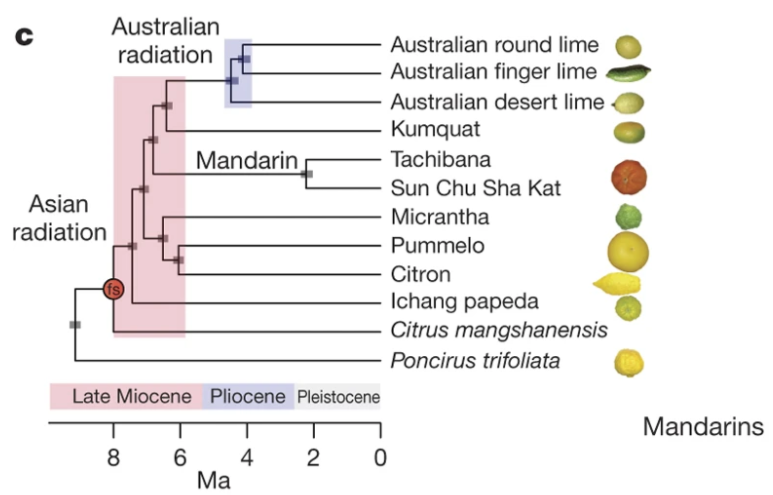
Divergence tardive de Sun Shu Cha Kat chez Guohong Albert Wu et al. (2018).

Curk et al. (2016) donnent un classement des limes et citrons sur la base de marqueurs cytoplasmiques et nucléaires. Ils confirment la généalogie du rangpur: C'est un hybride interspécifique F1 entre une mandarine et un cédrat. «Parmi les différents mandariniers, Sun Shu Cha partage le type de cytoplasme du mandarinier sauvage et présent les meilleures congruences nucléaires (89,3 % pour Rangpur, 94,2 % pour Volkamer et 95,1 % pour Citron jambhiri». Pour situer la phylogénie, Sun Shu Cha est une population de mandarines dites acides qui diverge des tachibana au début du pléistocène, elle est proche de Cleopatra.

le rangpur et Volkamer superposé entre mandarine et cédrat

Le groupe CT4 comprend en plus 2 accessions de Citrus karna Raf. (la lime Khatta, Milam), Citrus voangiala (lime Kaghi, lime Alikioti) et SP lime d'Inde.
A. R. Barbhuiya et al. (2022) regroupent chez les agrumes de la région orientale de l'Himalaya du nord-est de l'Inde un groupe acide et ne distinguent pas la lime C. aurantifolia, C. limonia et C. volkameriana qui sont génétiquement identiques dans les séquences chloroplastiques et nucléaires. Ces trois espèces ont des similitudes morphologiques dans les caractéristiques végétatives et fruitières, fruits globulaires à peau épaisse, jus très acides.
Une analyse élargie (2022) rapproche du rangpur la limette de Marrakech (Citrus × limon var. limetta (Risso) Ollitrault, Curk & R. Krueger).

## Culture
Rangpur est une plante cultivée et domestiquée qui suit un processus de sélection, d'où de nombreuses variétés. Joseph Hooker a observé des formes sauvages (petit arbre élancé en fond des vallées himalayennes).

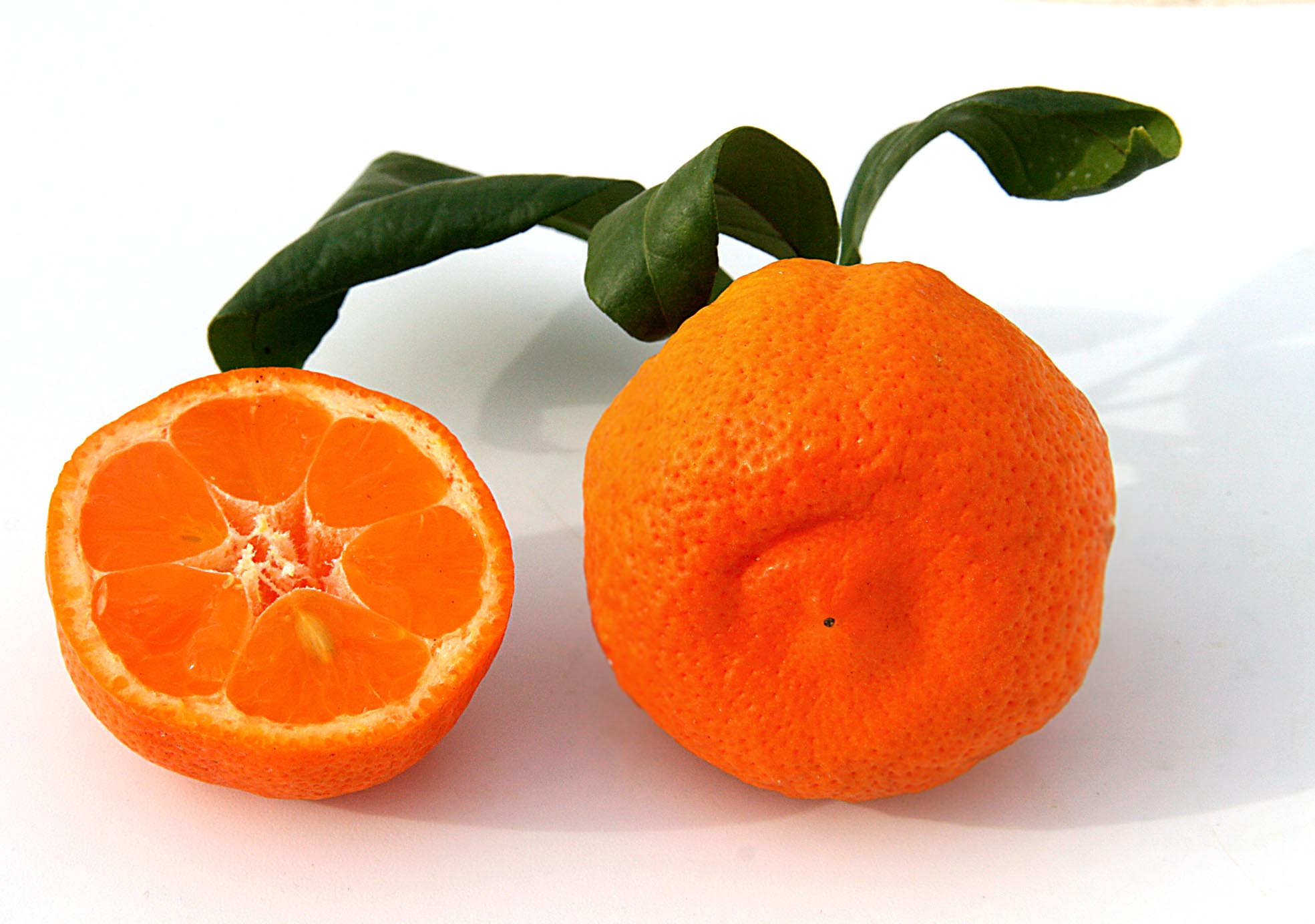
Fruit coupé et fruit entier de rangpur, variété Santa Barbara.

### Morphologies
Les phénotypes sont divers, le Cirad a publié sur les grands changements dans l'anatomie et la physiologie entre rangpur diploïdes et polyploïdes issus de semis. Harjeet Singh et al. ont décrit 6 rangpur indiens (2010) et américains, ils notent la plus haute variabilité dans le nombre de graines par fruit (de 32 à 18), en revanche la longueur des feuilles est quasi constante (3,2 cm). Le poids du fruit varie de 358 g (Limonaria Rugosoda) à 77 g (Rangpur du Texas). Le niveau de sucre va de 8 à 6,4 ° brix. Les cultivars américains sont plus précoces que les indiens (Marmelade et Noreo).
Les plantes commercialisées en Europe sont vigoureuses, remontantes, productives et rustiques, de petite taille, la feuille lancéolée à pétiole ailé d'un beau vert, la fleur parfumée, le fruit aplati avec un pole marqué, d'un bel oranger. La pulpe juteuse est douce à maturité.

### Cultivars et variétés
La Givaudan Citrus Variety Collection (collection de variétés d'agrumes, qui est une référence mondiale) de l'Université de Californie à Riverside possède 22 variétés sous le nom Rangpur et hybride de Rangpur avec le nom C. x limonia: Australian red, Baishashui (du Jainshui, Chine), Bishop red, Borneo red, Excalibur red, Angleson (similaire à Bornéo), Japansche (qui serai un hybride javanais), Kirumakki, Knorr, Kusaie (très acide), Lima Criolla, Limoui Sangui, Otaheite douce, Philippine red, Poona, Santa Barbara rouge, Sniff douce, Srirampur, Srirampur Poona, Tuningmeng, une SP et Weirick douce. Les douces sont sans acidité à maturité parfois avec amertume et sans doute pas des rangpur. Otaheite - en français agrume d'Otaite (Tahiti) - est décrit par Risso comme oranger d'Otaiti (1813). Gallesio écrit que le fruits est doux.

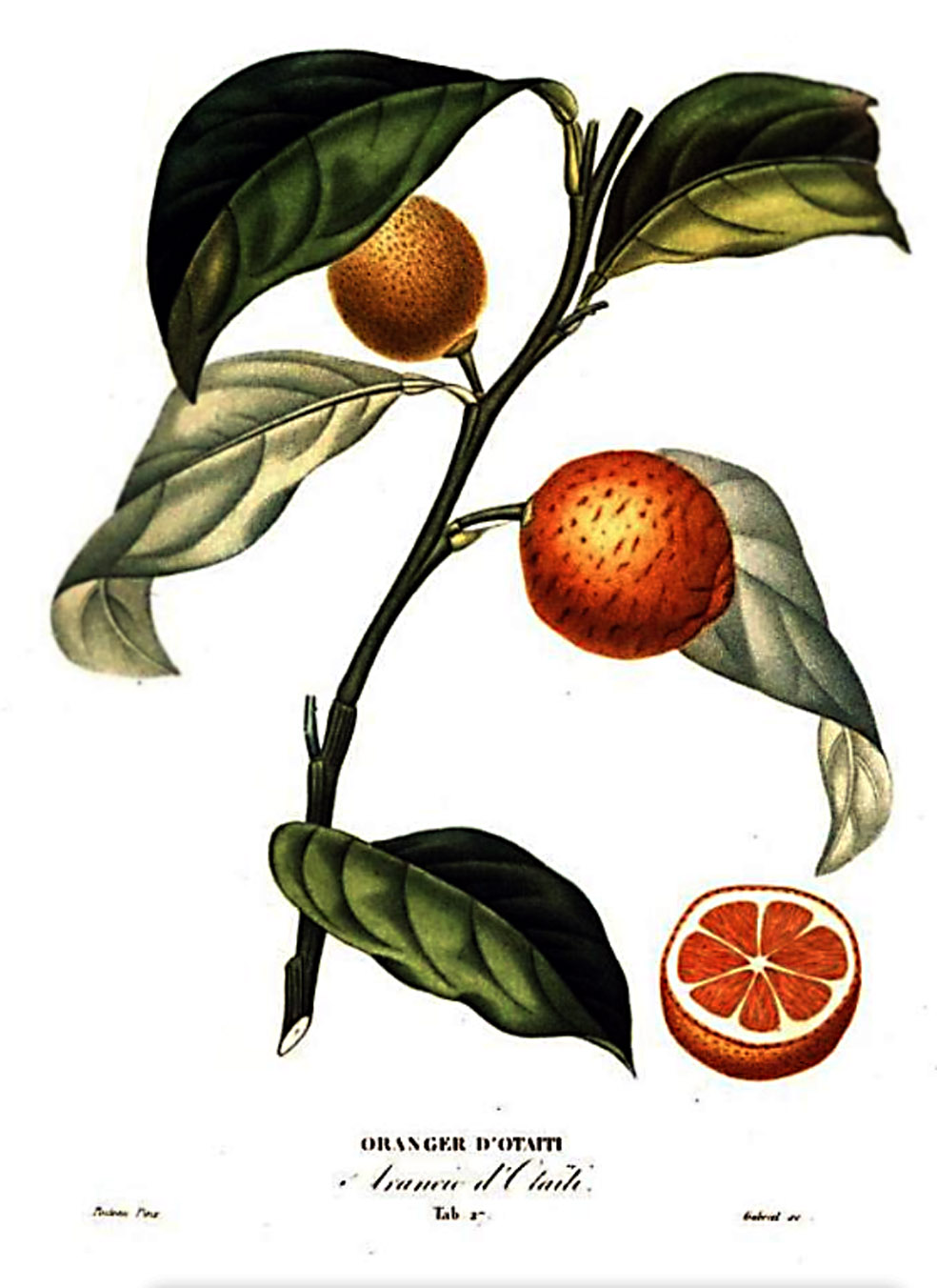
Oranger d'Otaiti chez Risso (1818)

R. Cottin (Citrus of the world) identifie 10 variétés de C. x  limonia avec le noms de rangpur (Bishop Red, Cravo, de Canton, de Volkamer, Kusaie, Phillipine red, Santa Barbara, Sharbati, Syl, Sylhet) et 7 qui n'ont pas le mon de rangpur (Arabie Saoudite, Japansche, Ling Mung, Pook Ling Mong, Propper, Red Ling Mung, volkameriana).
On trouve en Inde et au Népal:
- Hagdi lemon est un cultivar horticole cité en Inde (1936)[33]
- নেপাল অবলং (Nēpāla abalaṁ) népalais long
- হিল লেমন (গলজাল) (Hila lēmana (galajāla)), Citron des Collines, le Galjal
- কাগজি কালান (Kāgaji kālāna), papier, gout aigre, fruit jaune.

Certains hybrides sont spécialement destinés à être des porte-greffes mixtes: Rangpur x Troyer.

### Principaux lieu de production et de consommation

#### Asie du Sud
En Inde, le jus de rangpur est additionné aux autres jus d'agrumes et aux confitures pour en améliorer le gout. Les fruits sont confits ou marinés, et surtout transformés en marmelade dont la qualité est comparable à celle de bigarade.

#### Amérique

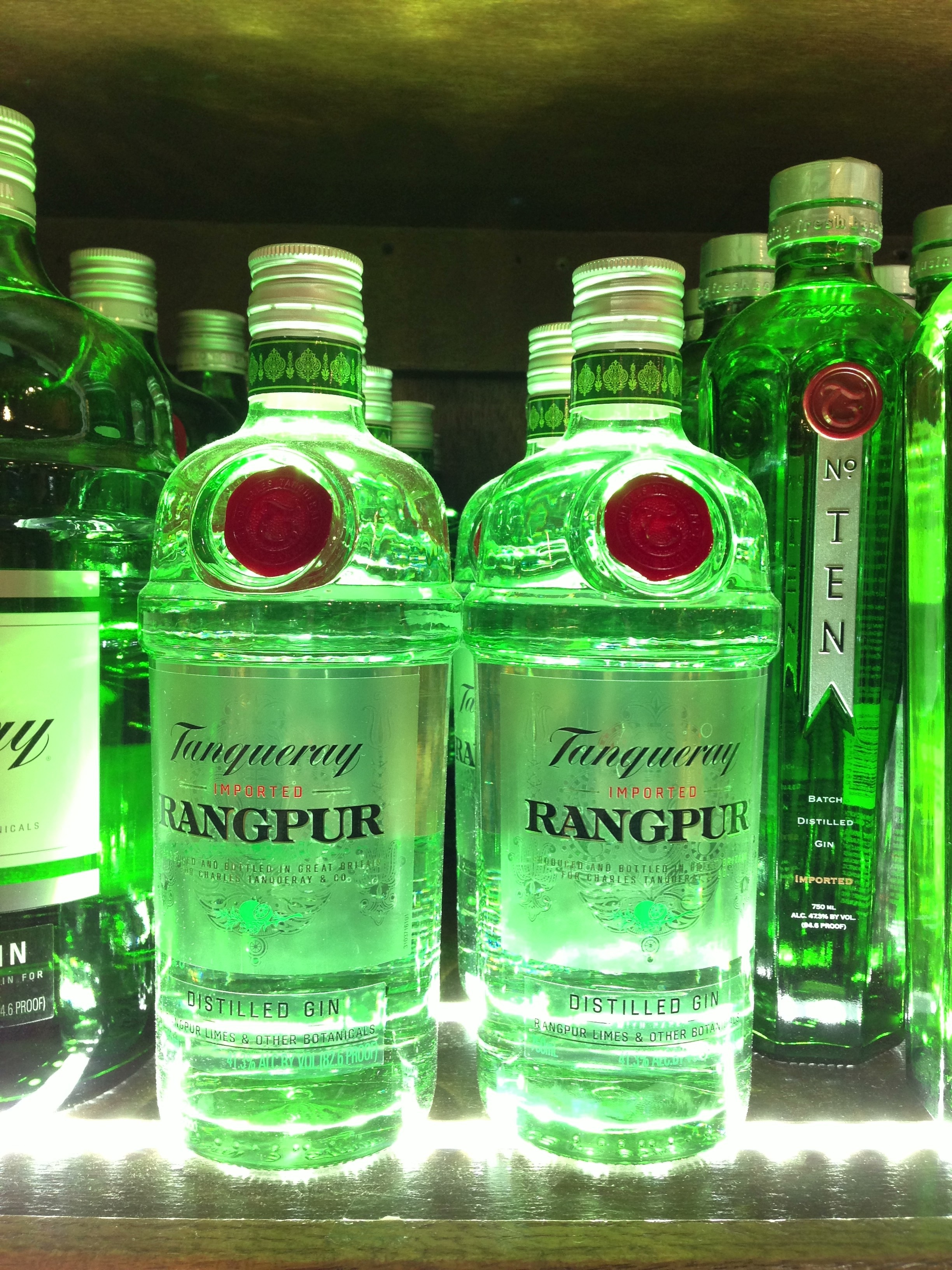
Gin au rangpur (USA)

C'est un agrume commun dans les jardins et maisons de campagne au Brésil (Minas Gerais, Rio de Janeiro, Espírito Santo, Pará…) et au Costa Rica. Le jus du limão cravo est largement bu dans la caïpirinha. Il est utilisé pour parfumer le gin Tanqueray Rangpur, vendu aux États-Unis.

#### Europe
Le limão galego est cultivé aux Açores, et utilisé en ethnomédecine locale (traitement de l'érysipèle), le jus acide est un aromate en cuisine avec le même usage que le jus de citron.

## Autres utilisations

### Porte-greffe
Il s'agit d'un porte-greffe vigoureux tolérant à la salinité, au calcaire ou les sols acides et au CTV, mais sensible au froid, aux sols lourds, au Phytophthora et aux nématodes. Les fruits produits par les greffons sont de qualité médiocre. Il était largement utilisé en Inde.

### Plante ornementale

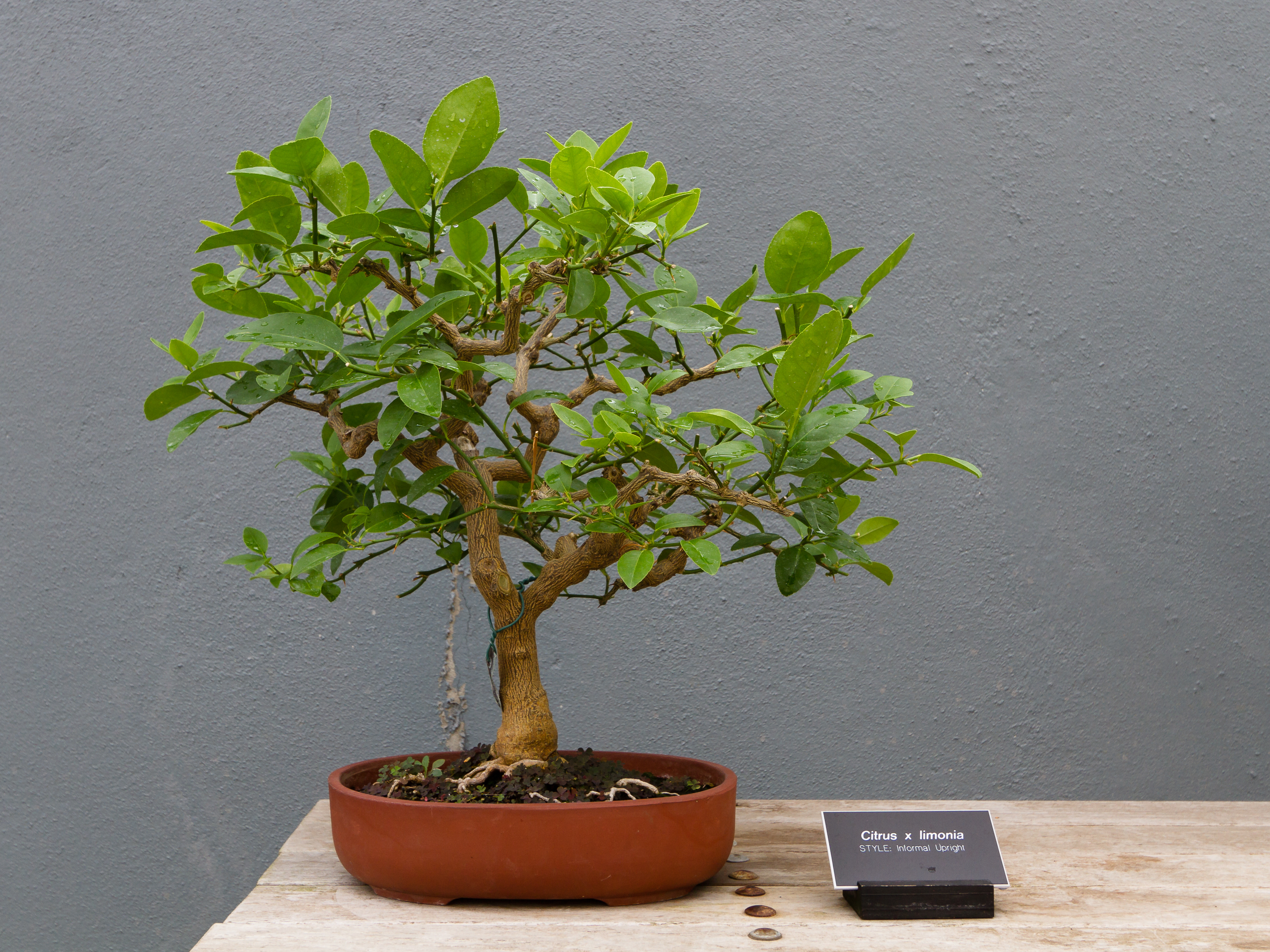
rangpur conduit en bonzai

Certains cultivars sont rustiques et magnifiques: Otaheite fleurit en hiver y compris en Europe centrale où il porte fleurs et fruits à Noël, cultivé en pot. La fleur violette à l'extérieur produit un parfum très agréable.

## Huile essentielle
Les compositions sont aussi variables que les cultivars, les principaux pics de l'HE de fruit sont α-pinène, sabinène, myrcène, limonène, γ-terpinène, terpinolène, citronellal, α-terpinéol, β-caryophyllène (également présent chez Citrus macroptera), germacrène D, α-farnésène. Une publication brésilienne donne par ordre le classique limonène, le β-pinène, de méta-cymène, le β-phellandrène et l'α-pinène. Elle possède une activité larvicide et antifongique dont Fusarium oxysporum et Alternaria alternata. La forte présence de limonène serait la cause des effets anti-inflammatoires observés en modèle murin.
Les petit-grains de rangpur donnent comme principaux composants sabinène, géranial, limonène et méthyl-N-méthyl anthranilate - typique de la feuille de mandarine.
Une analyse détaillée de l'H.E. de feuille a été publiée en 2016, le limonène représente 40 % suivi du 1,8-Cineol avec 13,4 % (eucalyptol en proportion marquée) et du caryophyllène à 7 %.